# Питуффик (база)
Космическая база Питуффи́к  (англ. Pituffik Space Base; ранее — авиабаза Ту́ле, англ. Thule Air Base; IATA: THU, ICAO: BGTL) — космическая база США на севере Гренландии, находится на территории коммуны Каасуитсуп, но не входит в её состав, а является невключённой территорией Гренландии. 
Thule AB является самой северной базой США, находясь в 1118 км к северу от Полярного круга и в 1524 км от Северного полюса. На территории базы ранее находились эскимосские посёлки Уумманнак (Uummannaq; дат. Thule Туле, англ. Dundas, Дандас) и Питуффик, население которых было перемещено в город Каанаак к 1953 году в связи с постройкой базы. Постоянное население посёлка Питуффик при авиабазе в январе 2009 года составило 166 человек.

## История
9 апреля 1941 года Генрик Кауфманн, датский посланник в США, отказавшийся признать немецкую оккупацию Дании, подписал датско-американское соглашение о защите Гренландии, которое предоставило американским военно-воздушным силам право использования баз на территории Гренландии. Соглашение было одобрено президентом США Франклином Д. Рузвельтом 7 июня 1941 года, но ратифицировано лишь в 1951 году, в результате чего авиабаза Туле была преобразована в постоянную базу воздушных сил. Таким образом, официальной датой создания авиабазы стали 1950-е годы.
База Туле представляла собой один из основных элементов обороны США, прикрывая американскую территорию от возможного советского удара через Арктику. С 1960 года станция линии раннего радиолокационного обнаружения (которая и обеспечивала прикрытие территории США) управлялась корпорацией Federal Electric — дочерней структурой IT&T (по контракту с ВВС). Практически весь обслуживающий персонал, кроме лиц, допущенных к секретной аппаратуре, набирался компанией по субподряду среди местного населения — датских подданных.
На базе, способной размещать персонал до 10 000 человек, были дислоцированы стратегические бомбардировщики (Б-52) с ядерным оружием на борту. Здесь же была построена мощная радиолокационная станция раннего предупреждения, способная наблюдать за воздушным пространством до границ СССР.
21 января 1968 года в 16:45 по местному времени в 12 километрах к западу от базы Туле разбился стратегический бомбардировщик B-52 с термоядерными бомбами на борту, что привело к радиоактивному заражению большой территории.
После окончания Холодной войны на базе остались:
- сеть датчиков 21 космического крыла (расформировано 24 июля 2020 г. и преобразовано в Гарнизон Петерсона-Шривера, обеспечивающая Командование воздушно-космической обороны Северной Америки и Командование космических операций системой предупреждения о ракетном нападении и разведывательными данными в космическом пространстве[4];
- 821 группа обеспечения, в задачи которой входит поддержка подразделений, находящихся на авиабазе[5];
- 12 космическая эскадрилья оповещения, осуществляющая управление системой раннего обнаружения баллистических ракет, предназначенной для выявления и отслеживания межконтинентальных баллистических ракет, направленных в сторону Северной Америки;
- станция контроля системы управления спутниками, входящая в состав 23 эскадрильи космических операций 50 космического крыла (расформировано 24 июля 2020 г. и преобразовано в Гарнизон Петерсона-Шривера).

В 2020 году база официально вошла в подчинение Космических сил США. 6 апреля 2023 года авиабаза Туле была переименована в космическую базу Питуффик, что отражает статус базы Космических сил и местную гренландскую топонимику.
На авиабазе расположена взлетно-посадочная полоса длиной 3 км, позволяющая осуществлять более 3000 рейсов в год.
28 марта 2025 года вице-президент США Джей Ди Вэнс прилетел с визитом в Гренландию и посетил военную базу Питуффик вместе со второй леди США Ушей Вэнс и другими высокопоставленными американскими чиновниками. 

## Климат
| Показатель                           | Янв.  | Фев.  | Март  | Апр.  | Май   | Июнь | Июль | Авг. | Сен. | Окт.  | Нояб. | Дек.  | Год   |
| ------------------------------------ | ----- | ----- | ----- | ----- | ----- | ---- | ---- | ---- | ---- | ----- | ----- | ----- | ----- |
| Абсолютный максимум, °C              | −6    | −8    | −7    | −5    | 1,8   | 6,7  | 11,2 | 12,3 | 8,5  | 4     | 0,6   | −6    | 12,3  |
| Средний суточный максимум, °C        | −19   | −20,6 | −20,1 | −12,8 | −2,6  | 3,6  | 5,8  | 6,6  | 0,6  | −6,7  | −12,9 | −17,8 | −7,8  |
| Средняя температура, °C              | −29,3 | −31,6 | −28,1 | −19   | −9,6  | 0,5  | 2,3  | 3,3  | −1,7 | −9,8  | −19,6 | −27,6 | −15,2 |
| Средний суточный минимум, °C         | −34   | −36,4 | −33,8 | −29   | −13,6 | −2,7 | 0,1  | 1,6  | −6   | −19,8 | −27,1 | −30   | −22,3 |
| Абсолютный минимум, °C               | −51,3 | −54   | −44   | −34   | −22   | −7   | −6   | −3   | −17  | −31   | −38,9 | −50   | −54   |
| Норма осадков, мм                    | 6     | 6     | 4     | 6     | 7     | 7    | 16   | 24   | 18   | 12    | 10    | 8     | 124   |
| Источник: World climate, Weatherbase |       |       |       |       |       |      |      |      |      |       |       |       |       |

## Современное состояние

### Питуффик как элемент американской ПРО
В последнее время в рамках разрабатываемой в США системы противоракетной обороны радиолокационной станции в Туле вновь стало уделяться большое значение. С целью её модернизации 6 августа 2004 года подписаны новые американо-датские документы, представляющие собой новую редакцию существующего договора 1951 года.
По состоянию на 2025 год космическая база Питуффик является ключевым элементом американской ПРО в Арктике против возможных угроз со стороны России и Китая.